# Patrick Eddie
Patrick O'Neil Eddie (nacido el 27 de diciembre de 1967 en Milwaukee, Wisconsin) es un exjugador de baloncesto estadounidense que jugó una temporada en la NBA, además de hacerlo en la liga rusa y la liga francesa. Con 2,11 metros de estatura, juega en la posición de pívot.

## Trayectoria deportiva

### Universidad
Jugó durante dos temporadas con los Red Wolves de la Universidad Estatal de Arkansas, en las que promedió 2,5 puntos y 1,8 rebotes por partido, siendo transferido en 1989 a los Rebels de la Universidad de Misisipi, donde disputó otras dos temporadas, en las que promedió 8,0 puntos y 5,7 rebotes por encuentro.

### Profesional
Tras no ser elegido en el Draft de la NBA de 1991, fichó por los New York Knicks como agente libre, con los que únicamente disputó cuatro partidos en los que anotó cuatro puntos. Una lesión en la mano le apartó del equipo el resto de la temporada.
En 1992 fichó por el Saint-Quentin Basket-Ball de la LNB. En 1994 fichó por el CSKA Moscú de la liga rusa con los que jugó la Euroliga, en la que promedió 9,1 puntos y 6,9 rebotes por partido.

## Estadísticas de su carrera en la NBA

### Temporada regular
| Temporada | Edad | Equipo          | Liga | Pos. | P | TIT | MIN | TC  | TCA | %TC  | 3P  | 3PA | %3P | TL  | TLA | %TL | R.OF. | R.DEF. | REB | ASIS | ROB | TAP | PER | FP  | PTS |
| 1991-92   | 24   | New York Knicks | NBA  | C    | 4 | 0   | 3.3 | 0.5 | 2.3 | .222 | 0.0 | 0.0 |     | 0.0 | 0.0 |     | 0.0   | 0.3    | 0.3 | 0.0  | 0.0 | 0.0 | 0.0 | 0.8 | 1.0 |
| Total     |      |                 | NBA  |      | 4 | 0   | 3.3 | 0.5 | 2.3 | .222 | 0.0 | 0.0 |     | 0.0 | 0.0 |     | 0.0   | 0.3    | 0.3 | 0.0  | 0.0 | 0.0 | 0.0 | 0.8 | 1.0 |